# Kutuzowskaja
Kutuzowskaja (ros. Кутузовская) – stacja moskiewskiego metra linii Filowskiej (kod 059), położona w rejonie Dorogomiłowo w zachodnim okręgu administracyjnym Moskwy. Nazwana na cześć rosyjskiego generała feldmarszałka Michaiła Kutuzowa, jednego z autorów sukcesu podczas kampanii rosyjskiej Napoleona. Wyjścia prowadzą na ulicę Kutuzowskij Prospekt (pod którą stacja się znajduje).

## Konstrukcja i wystrój
Stacja jest naziemna, posiada dwa asfaltowe perony z betonowym zadaszeniem. Westybule usytuowane na końcach peronów umożliwiają przejścia nad torami. Wnętrza wyłożono płytkami ceramicznymi i kolorowymi plastikowymi panelami. Druga stacja w moskiewskim metrze (po stacji Aleksandrowskij Sad) z zakrzywionymi peronami.